# Superessiv
Superessiv (förkortat: SUPE) är ett grammatiskt kasus som anger på toppen av, eller på ytan av någonting. Namnet kommer av latin supersum superesse, ”att vara över och över”.
Medan de flesta språken använder adpositioner, finns det vissa språk – som ungerska – som använder kasus för grammatisk struktur.
Ett exempel på ungerska: a könyveken betyder ”på böckerna”, bokstavligen ”böckerna-på”.
På finska är superessiv en typ av adverb. Exempelvis: kaikkialla (”överallt”, bokstavligen ”allt-i”) och täällä (”här”, från tämä, ”det här”, bokstavligen ”på denna plats”).